# Açude Engenheiro Arcoverde
Açude Engenheiro Arcoverde är en reservoar i Brasilien.   Den ligger i delstaten Paraíba, i den östra delen av landet, 1 500 kilometer nordost om huvudstaden Brasília. Açude Engenheiro Arcoverde ligger 237 meter över havet.
Omgivningarna runt Açude Engenheiro Arcoverde är huvudsakligen savann. Runt Açude Engenheiro Arcoverde är det ganska glesbefolkat, med 22 invånare per kvadratkilometer.